# Apsilochorema nilgri
Apsilochorema nilgri är en nattsländeart som beskrevs av Wolfram Mey 1999. Apsilochorema nilgri ingår i släktet Apsilochorema och familjen Hydrobiosidae. Inga underarter finns listade i Catalogue of Life.